# Вулф, Грег
Грег Вулф (англ. Gregory Duncan Woolf; род. 3 декабря 1961) — британский историк-антиковед и археолог, видный специалист по Римской империи. Доктор философии (1990), профессор Сент-Эндрюсского университета (1998—2014), с 2015 профессор и директор Institute of Classical Studies Лондонского университета, с 2021 именной заслуженный профессор Калифорнийского университета в Лос-Анджелесе. Ныне именной директор Institute for the Study of the Ancient World и профессор Нью-Йоркского университета. Член Британской академии (2017).
Лауреат премии Аннелизы Майер (2014). Его указывают одним из самых известных и влиятельных историков и археологов римской Античности в современности.

## Биография
Старший брат историка-медиевиста Alex Woolf. В 1985 окончил Оксфорд (BA, MA), выпускник Крайст-черча. Докторскую степень по классике получил в Кембридже, для чего провел 1985—1990 гг. там в Тринити-колледже, а в 1989-90 исследовательский феллоу тамошнего колледжа Христа. Затем же преподавал в Оксфордском университете, сначала в колледже Магдалины (феллоу-тьютор, 1990—1993), а с 1993 года в Брасенос-колледже (феллоу-тьютор и Университетский лектор, по 1998). С 2025 года в ISAW, до того состоял именным заслуженным профессором Калифорнийского университета в Лос-Анджелесе (2021-24). Перед чем — директор Institute of Classical Studies (2015—2021) Лондонского университета. Являлся приглашенным профессором археологии в Лондонском университетском колледже. Почетный профессор UCL Institute of Archaeology.
Также работал в кач-ве приглашенного профессора в Бразилии, Франции, Германии, Италии и Испании.
Член Европейской академии наук и искусств (2021).
Иностранный член Европейской академии (2016). Историк древнего Средиземноморья, в особенности Рима, его империи и периферии. Его давним интересом является культура империи в древнем мире. Особый интерес проявляет к археологии западных провинций Рима.
Удостаивался Leverhulme Trust Fellowship (2009-12).
Главред Journal of Roman Archaeology, экс-редактор Journal of Roman Studies.
Член редколлегий Classica et Mediaevalia, Gallia, International Journal of Euro-Mediterranean Studies, New Voices in Classical Reception Studies. Соредактор серии Key Themes in Ancient History (с проф. Полом Картледжем).
Писал о многих аспектах культурной истории римского мира, включая вопросы культурных изменений и идентичности, грамотности и человеческой мобильности.
Автор шести книг, последняя — The Life and Death of Ancient Cities: A Natural History (Oxford University Press, 2020) {Рец. David Abulafia}, рассказывающая о подъеме и упадке древних городов с конца бронзового века до начала Средневековья. Первая — Becoming Roman: The Origins of Provincial Civilization in Gaul (Cambridge University Press, 1998) — рассматривала формирование и трансформацию провинциальных культур с помощью археологических данных. Его труд «Рим: история империи» (Оксфорд, 2012, ISBN 9780199775293) {Рец. Michael Peachin, } переведен на немецкий, итальянский и португальский языки, а переработанное и расширенное второе издание вышло в 2021 году. Также автор «Сказаний о варварах: этнография и империя на римском Западе» (Blackwell, 2011). Публиковался в Times Literary Supplement.